# Relaciones Bolivia-Dinamarca
Relaciones Bolivia-Dinamarca, son las relaciones bilaterales entre el Estado Plurinacional de Bolivia y el Reino de Dinamarca. Bolivia tiene una embajada en Copenhague, y Dinamarca tiene una embajada en La Paz.

## Historia
Las relaciones diplomáticas se establecieron el 28 de febrero de 1930. El 9 de noviembre de 1931, se firmó un tratado comercial para continuar el desarrollo de las relaciones comerciales entre Bolivia y Dinamarca. En 1974, se firmó un acuerdo sobre un préstamo danés a Bolivia. En 1977, se firmó otro acuerdo sobre un préstamo a Bolivia. En agosto de 2000, Bolivia y Dinamarca firmaron un acuerdo Minero-Medio Ambiente, un acuerdo para reducir los efectos ambientales y sociales en algunas ciudades bolivianas. Dinamarca está ayudando a Bolivia con 1.54 millones de dólares para el acuerdo.
En 2006, cuando el presidente boliviano Evo Morales ordenó la nacionalización de los recursos de gas bolivianos, la ministra danesa de Desarrollo, Ulla Tørnæs, amenazó con detener la ayuda porque no es compatible con la asistencia al desarrollo de Dinamarca.
En diciembre de 2009, el presidente boliviano Evo Morales visitó Dinamarca para la Conferencia de las Naciones Unidas sobre el Cambio Climático 2009. Después de la conferencia, Bolivia acusó a los Estados Unidos y a Dinamarca por cortar la ayuda a Bolivia debido a su oposición al Acuerdo de Copenhague. En 2009, cuando Morales trató de levantar la prohibición de la coca en el Tratado de las Naciones Unidas, Dinamarca con otros países se opuso a la idea.
Bolivia fue elegida país de programa para Dinamarca en 1994, porque Bolivia era el país más pobre de Sudamérica. Dinamarca comenzó a ayudar a Bolivia con diarios. Debido a la situación política en Bolivia, Dinamarca suspendió la asistencia en 1980. En 1993 se reanudó la cooperación.
La asistencia de desarrollo de Dinamarca a Bolivia se centra en la democracia, los derechos humanos, la agricultura, la educación y el medio ambiente.
En 2005, DANIDA redujo la ayuda de 200 millones a 150 millones debido a los problemas sociales en Bolivia. En 2010, después de 13 años de cooperación, terminó la asistencia a los pueblos indígenas.

## Comercio
En 2008, las exportaciones danesas a Bolivia ascendieron a 51 millones de DKK, y las exportaciones bolivianas ascendieron a 6 millones de DKK.

## Lecturas externas
- Bolivia — Denmark Partnership. Minister of Foreign Affairs (Denmark). 2005. ISBN 87-7667-265-4.
- Bolivia — Landestrategi for Bolivia (en danés). DANIDA. mayo de 1997. p. 32. Archivado desde el original el 15 de marzo de 2012. Consultado el 5 de abril de 2011.